# 水火不容的愛
〈水火不容的愛〉（英語：Hot to the Touch）是《探險活寶》第四季的第1集。在卡通頻道2012年4月2日播出。本集以阿寶和老皮為主角。在這一集裡，阿寶對火焰公主一見傾心，並想了解她，由於她的破壞性和無法控制的力量。